# Clematis dilatata
Clematis dilatata är en ranunkelväxtart som beskrevs av Pei. Clematis dilatata ingår i släktet klematisar, och familjen ranunkelväxter. Inga underarter finns listade i Catalogue of Life.